# Dodewaard
Dodewaard is een dorp in de gemeente Neder-Betuwe, in de Nederlandse provincie Gelderland. Het dorp heeft meer dan 4.590 inwoners. Het was van 1811 tot 2002 een zelfstandige gemeente. Tot die gemeente behoorde ook een tijdje het dorp Opheusden, maar later viel dat onder de gemeente Kesteren.
Het is het meest oostelijk gelegen dorp in de gemeente, de nog oostelijker gelegen buurtschappen Hien en Wely vallen formeel onder het dorp. Het dorp zelf ligt en strekt zich uit ten zuiden van de A15 aan de Waal. Het dorp heeft een eigen treinstation, aan de spoorverbinding tussen Tiel en Arnhem, genaamd Hemmen-Dodewaard, hoewel station Opheusden in veel gevallen beter bereikbaar is.

## Geschiedenis
Dodewaard wordt voor het eerst vermeld aan het eind van de 11e eeuw als de Dodeuuero. In 1171 als Dudenwert, in de dertig jaar daarna komen nog diverse varianten op deze twee namen voor, zoals in 1181 de Dondenuuerhe, in 1190 Dudenwert en in 1200 de Dudenwerthe. Over een ding zijn de meesten het eens en dat is dat de 'Dode' in Dodewaard verwijst naar een oude Germaanse persoonsnaam die geschreven werd als Dodo, Dode en Dudan. Het achtervoegsel waard zou verbasterd kunnen zijn van de benaming waritha, wat de benaming is voor een gebied dat deels of geheel omsloten is door rivieren, of van de benaming werth(Dts) dat land of eiland aan het water betekent.
De kerk van Dodewaard stamt uit de 11e eeuw.
Tot in de 18e eeuw kende Dodewaard drie landhuizen annex kastelen, genaamd Pluimenburg, Dodewaard, Appelenburg en De Snor.
Landelijk is Dodewaard bekend van de kernenergiecentrale die er gevestigd is, Kerncentrale Dodewaard. De centrale is in maart 1997 buiten bedrijf gesteld. Aansluitend werd de splijtstof afgevoerd en werd de centrale omgebouwd tot een Veilige Insluiting. Alle niet radioactieve gebouwen werden hierbij afgebroken. Het reactorgebouw, turbinegebouw, afvalgebouw, ventilatiegebouw en nevengebouw zijn blijven staan. In 2045 zal de centrale worden afgebroken. Tot die tijd doet het radioactief verval zijn werk.

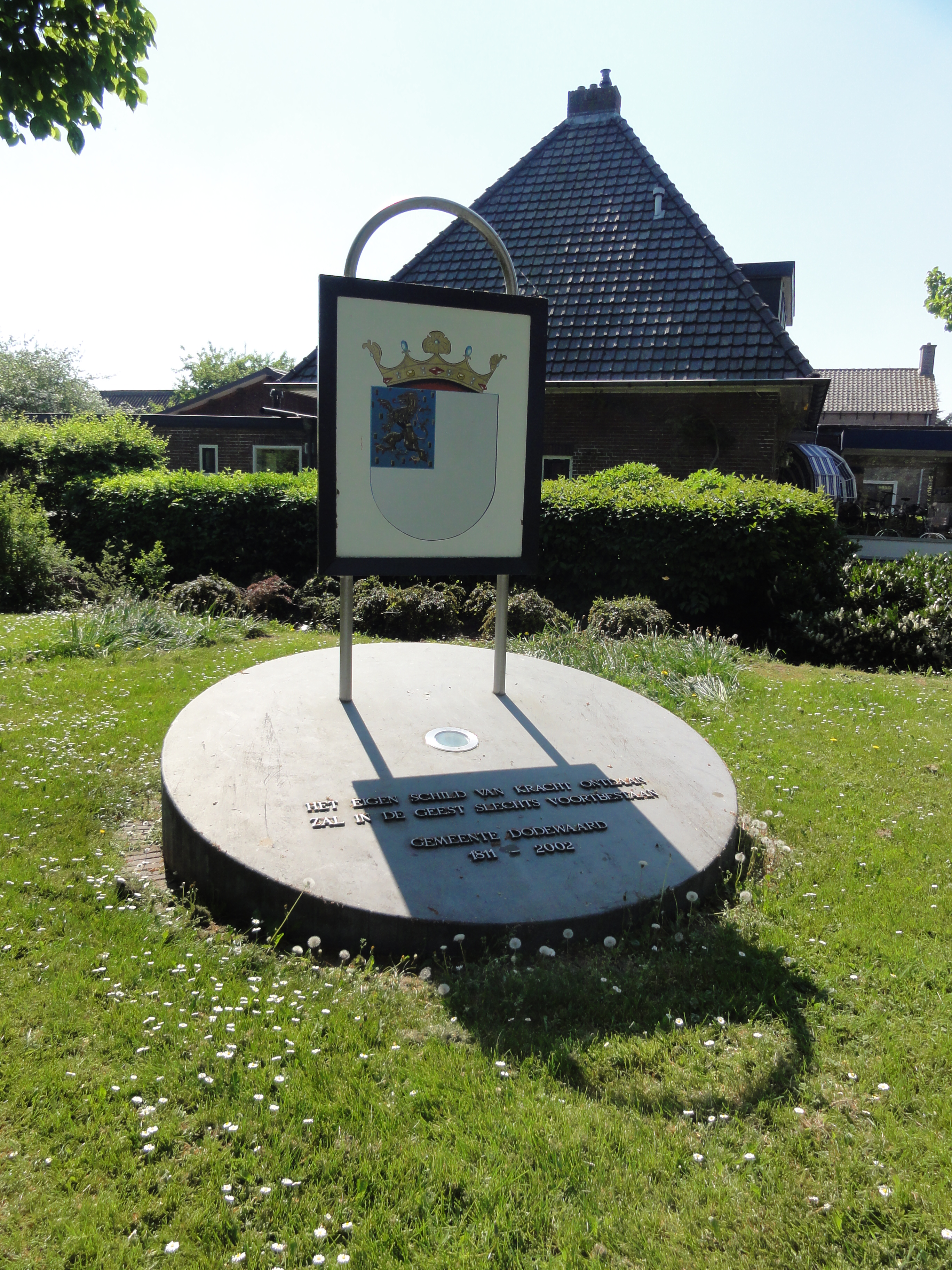
Monument voormalige gemeente Dodewaard (in 2002 bij Neder-Betuwe)

## Voorzieningen
In het centrum van Dodewaard zit een supermarkt en een aantal winkels en restaurants.
Het dorp heeft een brandweerkazerne en bibliotheek.

## Scholen
Dodewaard telt twee basisscholen: 
- De Bellefleur (openbare school)
- De Hien (christelijke school)

## Sport
- DZV'82
- VV Dodewaard

## Geboren
- Vincent van Neerbos (24 juli 1981), politicus
- Renger van der Zande (16 februari 1986), autocoureur
- Chelsea Homan (14 februari 2005), voetbalster